# San Carlos del Valle
San Carlos del Valle is een gemeente in de Spaanse provincie Ciudad Real in de regio Castilië-La Mancha met een oppervlakte van 58 km². San Carlos del Valle telt 1.170 inwoners (1 januari 2016).

## Geschiedenis
Er zijn aanwijzingen dat hier al in de prehistorie mensen woonden, later gevolgd door Romeinse, Germaanse en misschien Arabisch bewoning. Vast staat dat de oorsprong van de huidige stad is terug te voeren op de bouw in de twaalfde of dertiende eeuw van de kapel van Santa Elena, die hier heeft gestaan tot de achttiende eeuw, en waarvan nog een muur resteert met een schildering van Santo Cristo del Valle.
In de zestiende eeuw ontstond rond dit heiligdom de eerste permanente nederzetting. Door de toename van de bedevaarten werd besloten om een nieuwe kapel te bouwen met voorzieningen om onderdak te bieden voor de pelgrims. Tijdens het bewind van koning Filips V nam de bevolking snel toe. Later, in december 1800, verstrekte koning Karel IV stadsrechten waarmee San Carlos del Valle tot op vandaag de dag een onafhankelijke en autonome gemeente werd.

## Demografische ontwikkeling
Bron: INE, 1857-2011: volkstellingen

## Bezienswaardigheden

#### Plaza Mayor
Het centrale plein is aangelegd in 1713-1729 en is van bijzondere schoonheid, vergelijkbaar met die van de pleinen in Almagro en Villanueva de los Infantes. De vorm is vrijwel rechthoekig met afmetingen van 53 meter lang en 21 breed. Aan twee zijden zijn galerijen met Toscaanse kolommen ter ondersteuning van houten balkons. Het plein heeft de status van erfgoed van cultureel belang gekregen bij aanwijzing van 29 oktober 1993. 

#### Hospedería Casa Grande
Dit onderkomen voor reizigers en pelgrims werd gebouwd in 1704. Op de binnenplaats is een waterput.

#### Iglesia del Cristo de San Carlos del Valle
De kerk van de Heilige Christus van Valle werd gebouwd op de plaats van de kapel van Santa Elena; de bouw duurde zestien jaar van 1723-1739. Sindsdien is de kerk verschillende malen gerestaureerd. Aan de binnenzijde is de afbeelding van Christus op de muur geschilderd. 

#### Fotogalerij

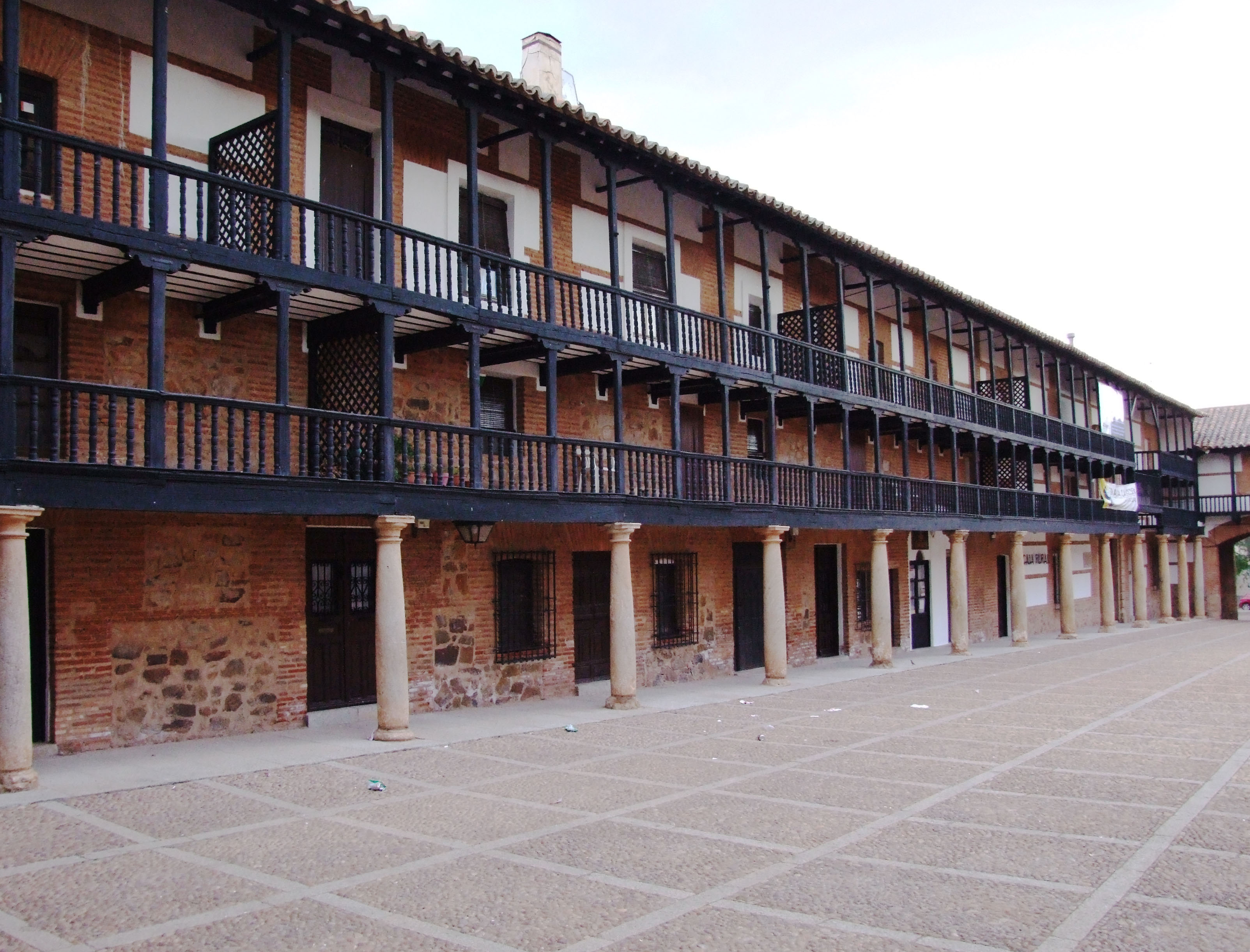
Plaza Mayor
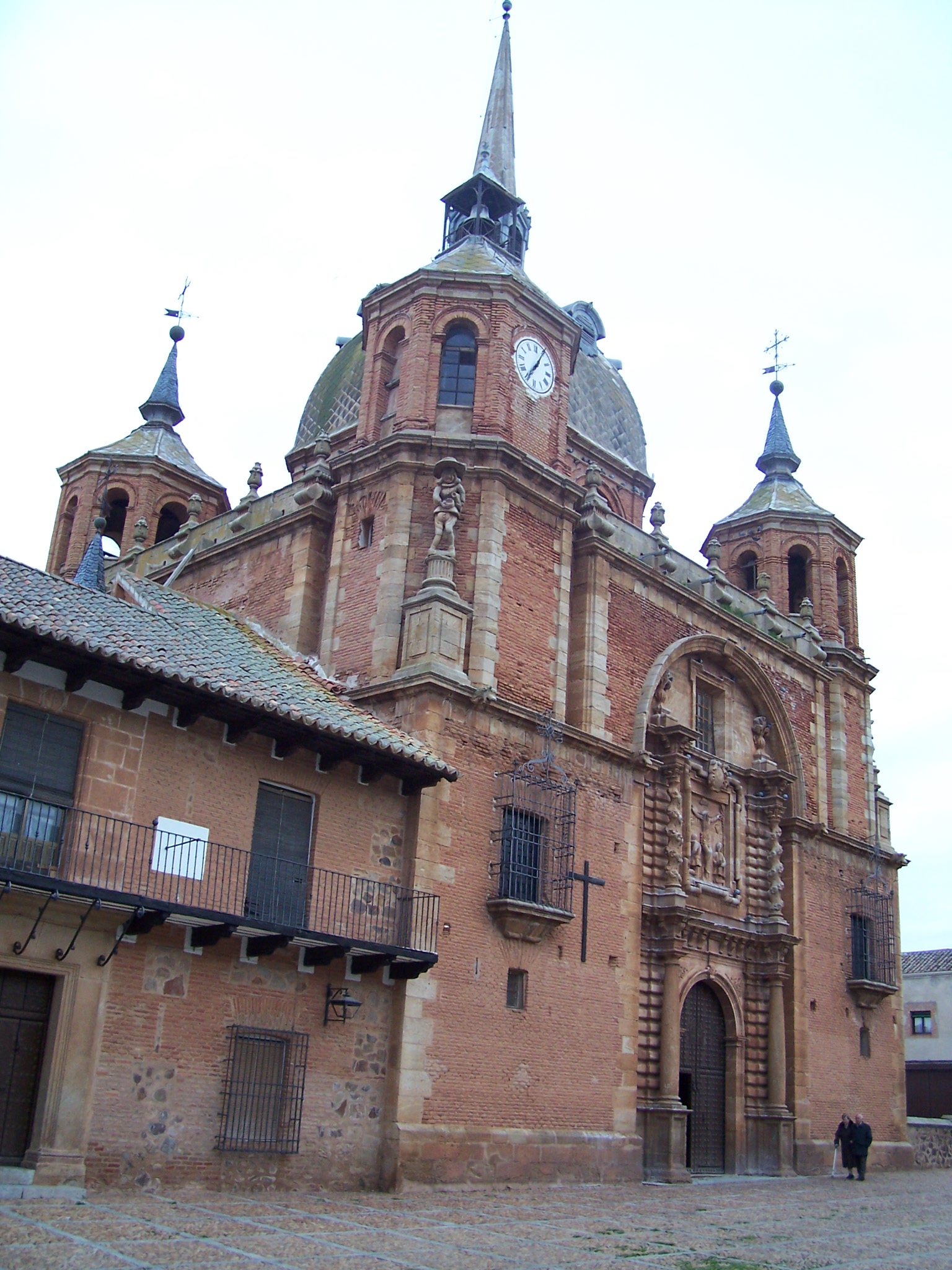
Iglesia del Cristo de San Carlos del Valle

Abenójar · Agudo · Alamillo · Albaladejo · Alcázar de San Juan · Alcoba · Alcolea de Calatrava · Alcubillas · Aldea del Rey · Alhambra · Almadén · Almadenejos · Almagro · Almedina · Almodóvar del Campo · Almuradiel · Anchuras · Arenales de San Gregorio · Arenas de San Juan · Argamasilla de Alba · Argamasilla de Calatrava · Arroba de los Montes · Ballesteros de Calatrava · Bolaños de Calatrava · Brazatortas · Cabezarados · Cabezarrubias del Puerto · Calzada de Calatrava · Campo de Criptana · Cañada de Calatrava · Caracuel de Calatrava · Carrión de Calatrava · Carrizosa · Castellar de Santiago · Chillón · Ciudad Real · Corral de Calatrava · Cózar · Daimiel · El Robledo · Fernán Caballero · Fontanarejo · Fuencaliente · Fuenllana · Fuente el Fresno · Granátula de Calatrava · Guadalmez · Herencia · Hinojosas de Calatrava · Horcajo de los Montes · La Solana · Las Labores · Llanos del Caudillo · Los Cortijos · Los Pozuelos de Calatrava · Luciana · Malagón · Manzanares · Membrilla · Mestanza · Miguelturra · Montiel · Moral de Calatrava · Navalpino · Navas de Estena · Pedro Muñoz · Picón · Piedrabuena · Poblete · Porzuna · Pozuelo de Calatrava · Puebla de Don Rodrigo · Puebla del Príncipe · Puerto Lápice · Puertollano · Retuerta del Bullaque · Ruidera · Saceruela · San Carlos del Valle · San Lorenzo de Calatrava · Santa Cruz de los Cáñamos · Santa Cruz de Mudela · Socuéllamos · Solana del Pino · Terrinches · Tomelloso · Torralba de Calatrava · Torre de Juan Abad · Torrenueva · Valdemanco del Esteras · Valdepeñas · Valenzuela de Calatrava · Villahermosa · Villamanrique · Villamayor de Calatrava · Villanueva de la Fuente · Villanueva de los Infantes · Villanueva de San Carlos · Villar del Pozo · Villarrubia de los Ojos · Villarta de San Juan · Viso del Marqués